# Авранш
Авра́нш (фр. Avranches, норманд. Avraunches) — город и порт на северо-западе Франции, находится в регионе Нормандия, департамент Манш. Центр одноименного округа и кантона. Расположен в 74 км к северу от Ренна и в 103 км к юго-западу от Кана, рядом с местом впадения речки Ла Се в Ла-Манш. Через территорию города проходит автомагистраль A84 «Дорога эстуариев». На северо-западе города — железнодорожная станция Авранш линии Лизон-Ламбаль. 
С холма, на котором расположен Авранш, открывается вид на Ла-Манш, и находящийся в 22 км от города знаменитый остров-монастырь Мон-Сен-Мишель.
Население (2018) — 10 246 человек.

## История
Во времена античности город назывался Ingena и был центром галльского племени абринкатов. Около 56 года до н. э. его завоевал Цезарь, после чего поселение было переименовано в Legedia, что подтверждает Пейтингерова таблица. В конце III века пираты-саксы, атаковавшие северные рубежи Римской империи, разрушили Legendia. На его месте был построен форт, ставший частью так называемого Саксонского берега — комплекса оборонительных сооружений, воздвигнутых римлянами для защиты морского побережья Галлии.
В конце V века Авранш стал резиденцией епископа, благодаря чему в городе построили собор. Самый известный среди епископов Авранша — Святой Обер. Ему, согласно легенде, Архангел Михаил поручил построить церковь на расположенной неподалёку скале, превращаемой приливом в остров Так был основан Мон-Сен-Мишель.
В X веке Авранш стал принадлежать младшей ветви Нормандского дома, идущей от младшего сына герцога Ричарда I. Гуго д’Авранш, 1-й граф Честер, в 1066 году сопровождал Вильгельма Завоевателя, а после завоевания Англии стал одним из крупнейших английских магнатов. В XI веке город получил известность благодаря знаменитому английскому схоластику Ланфранку, основавшему в Нормандии известную школу монастыря Бек (1039). В 1172 г. английский король Генрих Плантагенет публично покаялся в убийстве архиепископа Томаса Беккета (1170) в Авраншском соборе (снесён в 1794 г.)
Во время Столетней войны город неоднократно переходил из рук в руки, а в 1562 году в период Религиозных войн был разрушен гугенотами.
В 1639 году Авранш стал центром восстания «босоногих», протестовавших против соляной подати.
В XX веке взятие Авранша 6 июня 1944 года силами генерала Джорджа Паттона стало одним из ключевых эпизодов операции «Оверлорд».
1 января 2019 года в состав коммуны Авранш вошла соседняя коммуна Сен-Мартен-де-Шан.

## Достопримечательности
- Скрипториал (Le Scriptorial) — музей манускриптов из аббатства Мон-Сен-Мишель, в котором хранится более 200 средневековых документов.
- Донжон — сохранившаяся часть замка XI века.
- Здание деканата (резиденции окружного викария) XII—XVIII веков.
- Нотр-Дам-де-Шам — церковь в неоготическом стиле, построенная в XIX веке.
- Сен-Жерве-д’Авранш — базилика в неоготическом стиле, построенная в XIX веке.
- Сквер Томаса Бекета на месте бывшего кафедрального собора, разрушенного в конце XIII — начале XIX века.
- Церковь Сен-Сатурнен, полностью реконструированная в XIX веке с сохранением фрагментов старой церкви XIII—XVI веков.
- Действующий бенедиктинский монастырь Святой Анны XVII века.
- Военный мемориал американским солдатам, освобождавшим Авранш в 1944 году.
- Ботанический сад.

## Спорт
С 1897 года в городе базируется одноименный футбольный клуб «Авранш», выступающий в лиге Насьональ 2, четвёртом дивизионе в системе футбольных лиг Франций.

## Экономика
Экономика города ориентирована прежде всего на туризм, благодаря расположенному рядом Мон-Сен-Мишель.
Структура занятости населения:
- сельское хозяйство — 0,4 %;
- промышленность — 11,2 %;
- строительство — 6,1 %;
- торговля, транспорт и сфера услуг — 37,4 %;
- государственные и муниципальные службы — 44,8 %.

Уровень безработицы (2018) — 14,0 % (Франция в целом — 13,4 %, департамент Манш — 10,4 %). 

Среднегодовой доход на 1 человека, евро (2018) — 20 850 (Франция в целом — 21 730, департамент Манш — 20 980).

## Демография
Динамика численности населения, чел.

## Администрация
Пост мэра Авранша с 2014 года занимает Давид Никола (David Nicolas). На муниципальных выборах 2020 года возглавляемый им центристский список победил во 2-м туре, получив 58,98 % голосов, и Никола остался на посту до 2026 года.
| Период | Период | Фамилия          | Партия                                                       | Примечания |
| ------ | ------ | ---------------- | ------------------------------------------------------------ | --- |
| 1953   | 1983   | Леон Жозо-Маринь | Союз за французскую демократию                               | судебный поверенный, президент Генерального совета департамента, президент Регионального совета Верхней Нормандии, сенатор                           |
| 1983   | 1989   | Фернан Ле Приёр  | Разные правые                                                | адвокат |
| 1989   | 2001   | Рене Андре       | Объединение в поддержку Республики                           | адвокат, депутат Национального собрания Франции |
| 2001   | 2014   | Гюэнаэль Юэ      | Объединение в поддержку Республики Союз за народное движение | государственный служащий, член Генерального совета департамента, член Регионального совета Верхней Нормандии, депутат Национального собрания Франции |
| 2014   |        | Давид Никола     | Разные центристы                                             | историк |

## Города-побратимы
- Кредитон, Великобритания
- Сент-Хелиер, Джерси
- Корбах, Германия
- Сен-Годенс, Франция

## Знаменитые уроженцы
- Франсуа Рише (1718—1790), юрист
- Адриан Рише (1720—1798), историк и писатель
- Жан-Мари Валюбер (1764—1805), генерал, участник наполеоновских войн
- Жан-Люк Понти (1942), джазовый скрипач и композитор
- Самюэль Ле Бьян (1965), актер

## Галерея

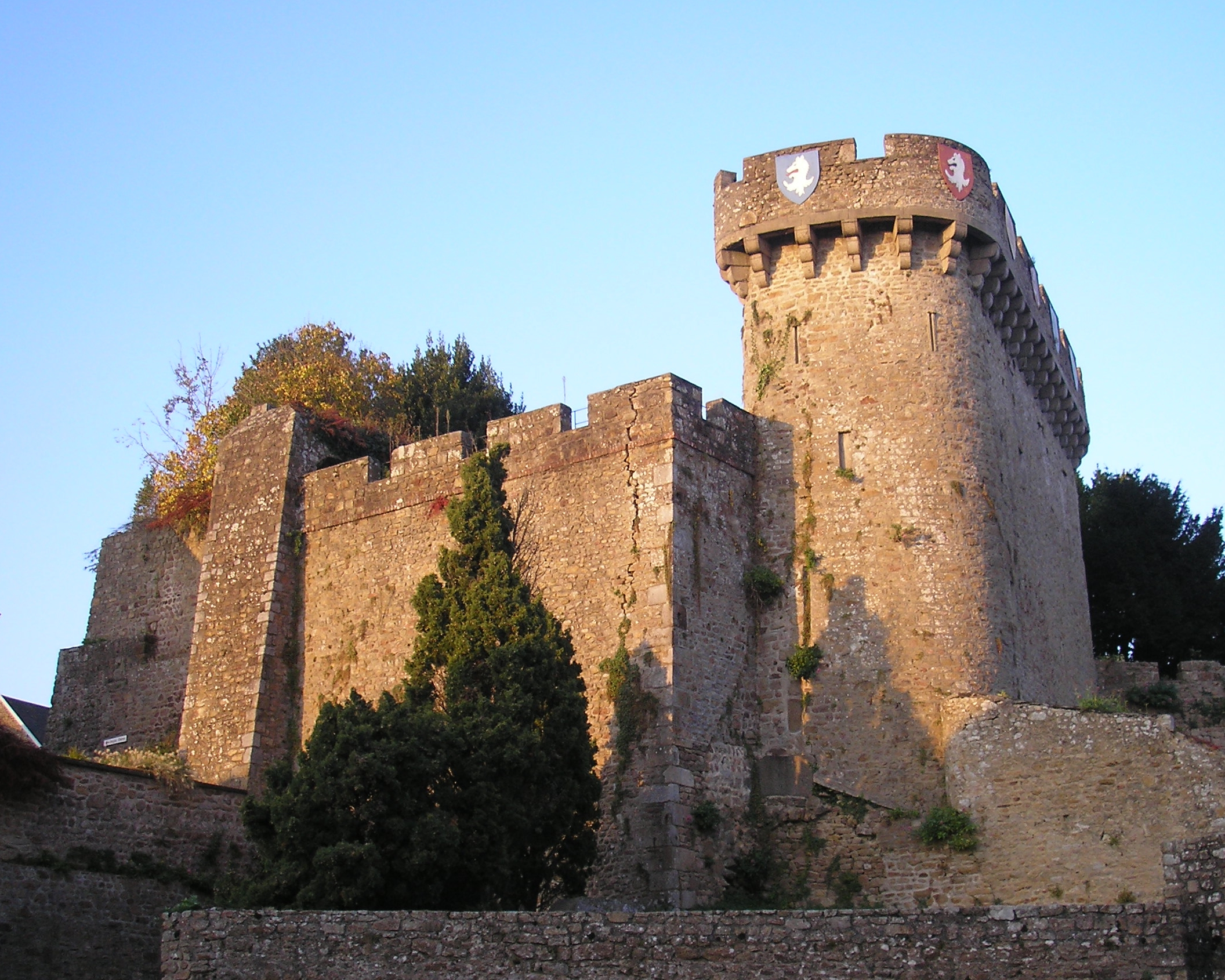
Донжон
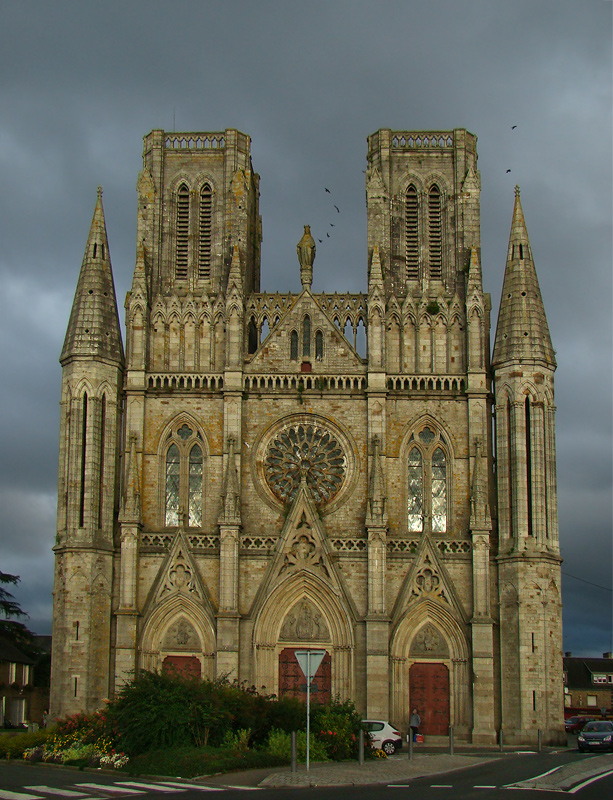
Церковь Нотр-Дам-де Шам
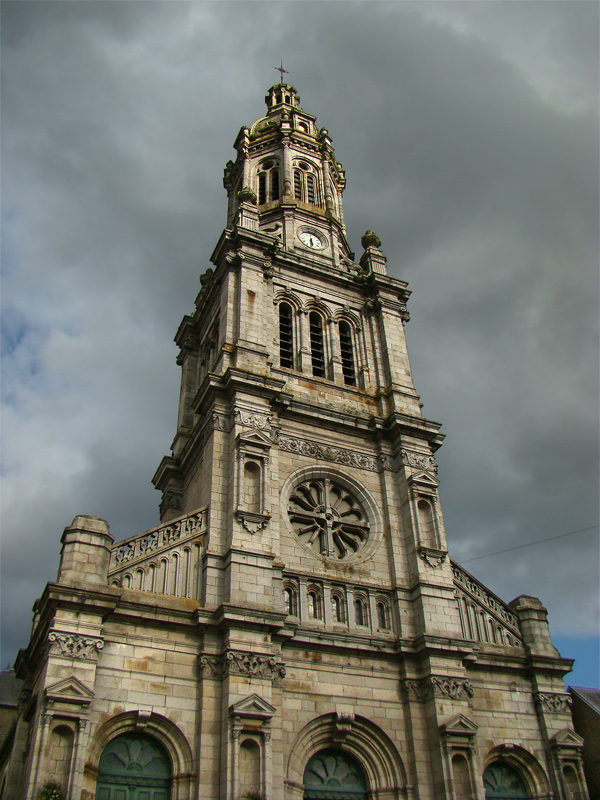
Базилика Сен-Жерве
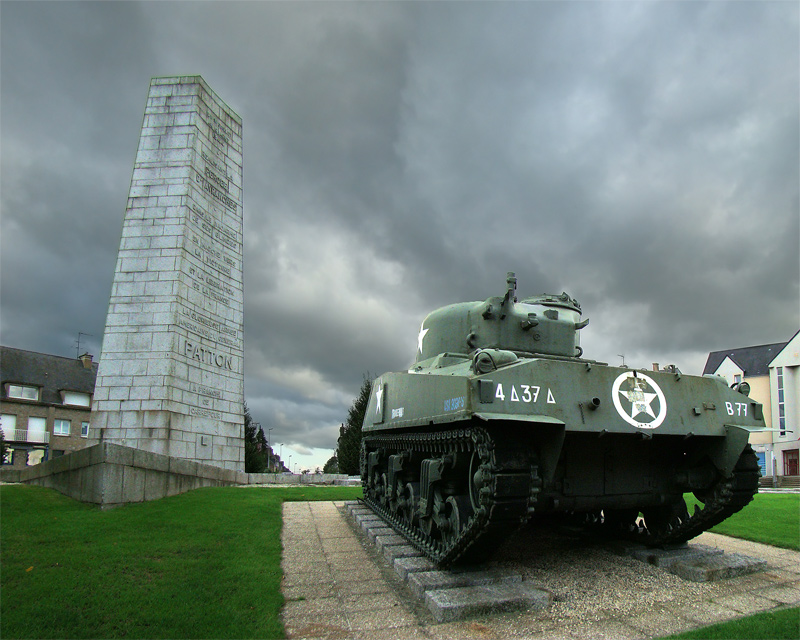
Площадь Паттона
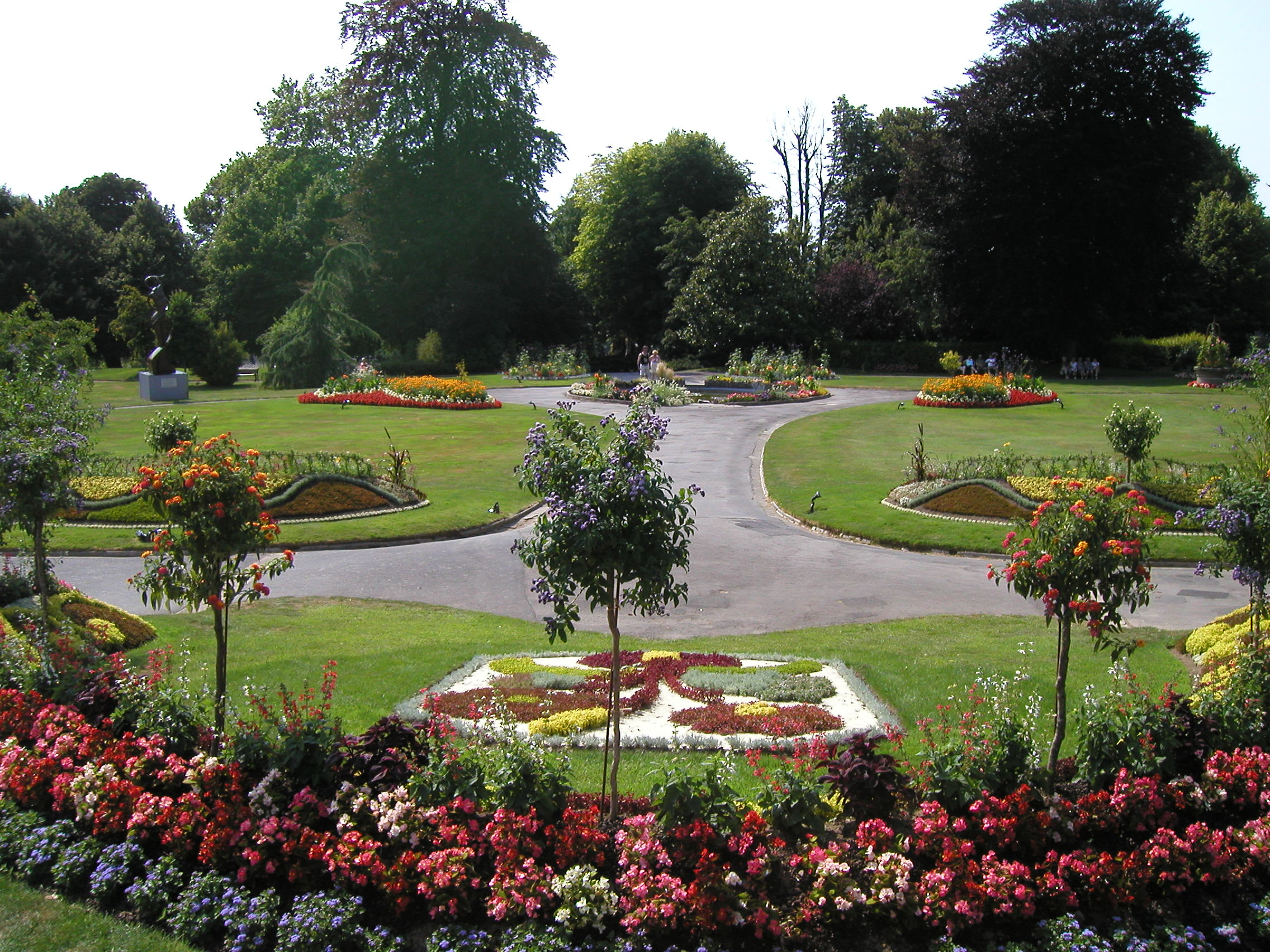
Ботанический сад